# Range Rover Sport

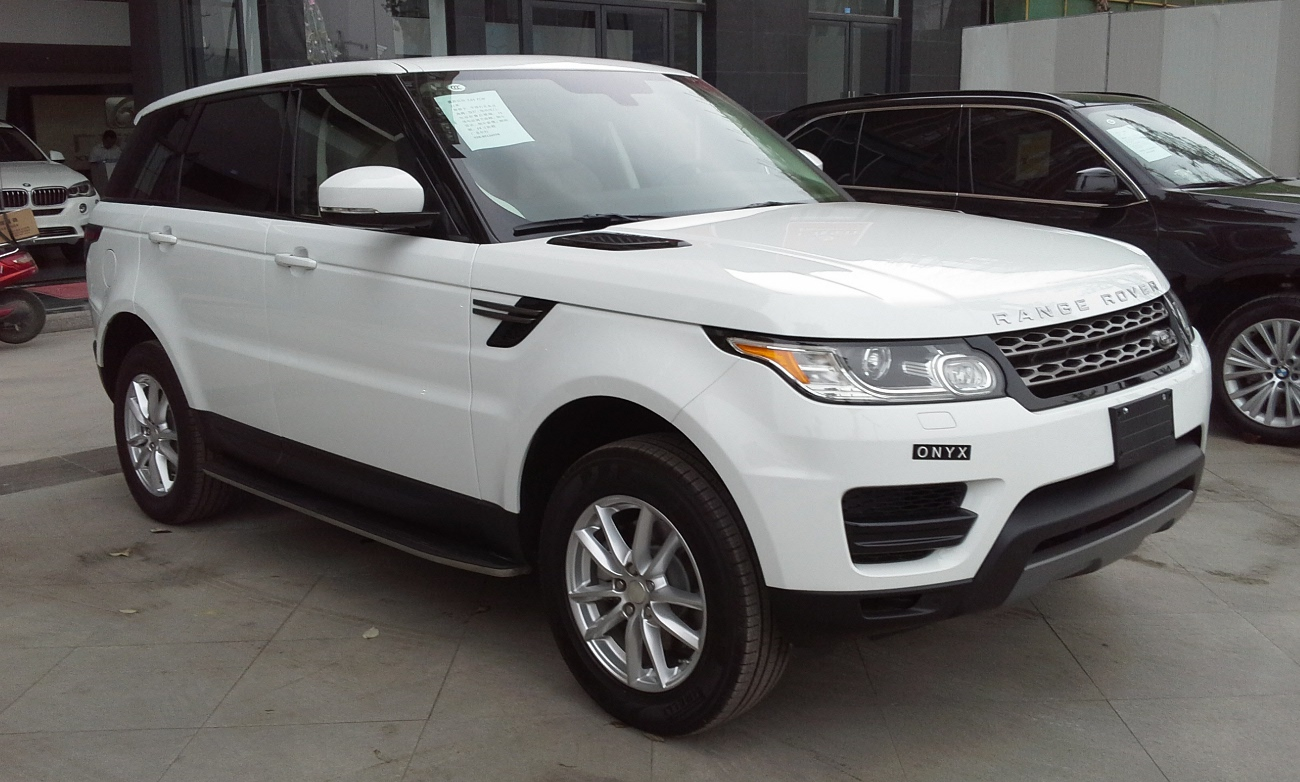
Range Rover Sport

Range Rover Sport är en bilmodell från Land Rover och kom ut första gången som 2004 års modell.
Som motoralternativ finns 6 och 8-cylindriga bensin och dieselmotorer. Range Rover Sport är en mindre variant av Range Rover.